# جودة يابانية
فكرة «الجودة اليابانية» مستمدة من إدارة الجودة الشاملة. في هذا السياق، هناك نوعان من الجودة: atarimae hinshitsu وmiryokuteki hinshitsu.
- atarimae hinshitsu　（当たり前品質） - فكرة أن الأشياء سوف تعمل كما هو مفترض أن تكون (على سبيل المثال، القلم سيكتب)؛ أي الشرط الوظيفي في الواقع. على سبيل المثال، يتمتع الحائط أو الأرضية في المنزل بأجزاء وظيفية في المنزل كمنتج، وعند تلبية الأداء التشغيلي، عتدئذٍ يتحقق شرط جودة atarimae.
- miryokuteki hinshitsu （魅力的品質）- الفكرة المتمثلة في أن الأشياء يجب أن تتمتع بجودة جمالية تختلف عن "atarimae hinshitsu" (على سبيل المثال، القلم سوف يكتب بطريقة تبسط الكاتب، وسوف يترك حبرًا مرضيًا للقارئ). ويمكن أخذ مثال الأرضية والحائط مرة أخرى، حيث أن اللون والملمس واللمعان والتألق وما إلى ذلك تُعتبر جوانب miryokuteki، والتي تشكل بالتأكيد جزءًا مهمًا للغاية من الجودة وتضيف قيمة للمنتج.

وفي مجال تصميم السلع أو الخدمات، تعمل atarimae hinshitsu وmiryokuteki hinshitsu معًا على التأكد من أن المنتج سوف يكون عند حسن ظن العملاء وكذلك يكون جذابًا لهم.

## وصلات خارجية
- "Delivering two kinds of quality"